# Вальдеррабано
Вальдеррабано (ісп. Valderrábano) — муніципалітет в Іспанії, у складі автономної спільноти Кастилія-і-Леон, у провінції Паленсія. Населення — 56 осіб (2010).
Муніципалітет розташований на відстані близько 260 км на північ від Мадрида, 65 км на північ від Паленсії.
На території муніципалітету розташовані такі населені пункти: (дані про населення за 2010 рік)
- Вальдеррабано: 41 особа
- Вальєс-де-Вальдавія: 15 осіб

## Демографія
Динаміка населення (INE ):

## Галерея зображень

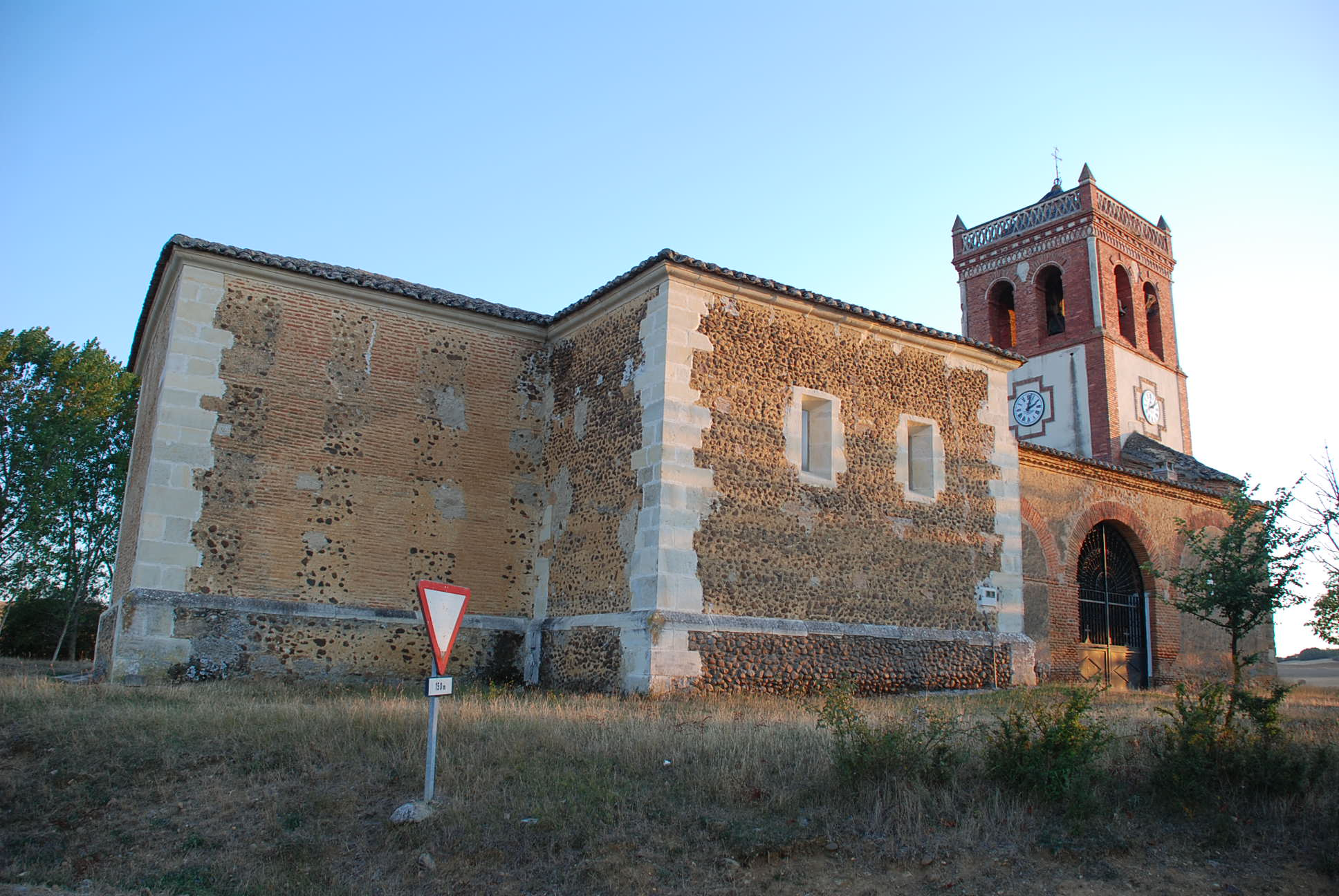
Церква Санта-Сесілія